# Characeae
Characeae, porodica parožina u redu Charales. Postoji 740 priznatih vrsta. Ime je dobila po rodu Chara. Rod Acinaria obuhvaća nekoliko slatkovodnih vrsta algi, ali njegovo ime je nepoznate ili upitne primjene (nomina dubia) i vodi se kao nom. illeg., a nazivi vrsta su priznati.

## Rodovi i broj vrsta
1. tribus Chareae Ganterer 185
2. Acinaria Rafinesque  3 nom. illeg.,[1] nomen dubium[2]
3. Aclistochara R.E.Peck   54
4. Acutochara L.Ya Sajdakovskij 1
5. Amphorochara L.K.Krasavina   1
6. Chara Linnaeus   185
7. Charites H.Horn af Rantzien 14
8. Clavatoraxis C.Martin-Closas & C.Diéguez  2
9. Croftiella H.Horn af Rantzien   3
10. Dughiella Feist-Castel 1
11. Flabellochara L.Grambast    1
12. Grambastichara Horn 6
13. Grovesichara H.Horn af Rantzien   3
14. Gyrogona Lamarck ex Lamarck   1
15. Gyrogonites Lamarck 28
16. Harrisichara L.Grambast   15
17. Hornichara V.P.Maslov  6
18. Kosmogyra Stache 2
19. Lamprothamnium J.Groves   15
20. Latochara K.Mädler   11
21. Leonardosia F.W.Sommer     2
22. Lychnothamnus (Ruprecht) A.Braun   3
23. Maedleriella L.Grambast     3
24. Maedlerisphaera H.Horn af Rantzien   6
25. Mesochara L.Grambast  6
26. Microchara L.Grambast    5
27. Multispirochara Y.C.Hao   1
28. Nemegtichara J.Karczewska & M.Ziembinska-Tworzydlo   9
29. Neochara Z.Wang     3
30. Nitella C.Agardh     236
31. Nitellites H.Horn af Rantzien   1
32. Nodosochara K.Mädler    4
33. Obtusochara K.Mädler     11
34. Peckichara L.Grambast     18
35. Peckisphaera L.Grambast    4
36. Piriformachara Junying Liu & Xinying Wu    1
37. Platychara L.Grambast   2
38. Pseudoharrisichara Musacchio 1
39. Raskyaechara H.Horn af Rantzien   6
40. Sphaerochara K.Mädler     17
41. Stephanochara L.Grambast    4
42. Tectochara L.Grambast & N.Grambast   9
43. Tolypella (A.Braun) A.Braun    21
44. Triclypella L.Grambast    1
45. Wangichara Junying Liu & Xinying Wu  2